# Фекете, Рудольф Иосифович
Рудольф Иосифович Фекете (венг. Fekete Rudolf; 1897, Венгрия — 1938, СССР) — венгерский интернационалист, российский революционер, советский хозяйственный деятель. Кавалер ордена Красного Знамени РСФСР (1921).

## Биография
Родился в 1897 году в Венгрии.
Образование среднее. Участвовал в Первой мировой войне в составе австро-венгерской армии. Попал в русский плен, вёл революционную пропаганду среди соотечественников. За революционную пропаганду с 1916 года находился в Петропавловской крепости.
В феврале 1917 года вышел на свободу. Член РСДРП с 1917 года. Участник революционных событий.
Участник Гражданской войны. В апреле 1919 года сформировал и стал командиром 1-го Полтавского интернационального полка (с июня 1919 года — 2-й Интернациональный полк) 2-й украинской советской дивизии. В мае-июне 1919 года — начальник Винницкого боевого участка. Во главе полка участвовал в разгроме ряда банд, принимал участие в боевых действиях против атамана Григорьева на территории Криворожья.
Затем находился на хозяйственной работе.
Арестован и расстрелян в 1938 году.

## Награды
- Орден Красного Знамени РСФСР (3 октября 1921)[3].